# Gnostycyzm

Krzyż gnostycki

Gnostycyzm (z stgr. γνωστικός gnostikos „dotyczący wiedzy, służący poznaniu wiedzy istnienia wszechrzeczy”) – doktryny i ruchy religijne powstające na wschodzie cesarstwa rzymskiego od I w. p.n.e. do II w., gł. w Syrii i Egipcie, dualistyczne, łączące chrześcijaństwo z pogańskimi (grecko-egipskimi) wierzeniami religijnymi.

## Nauczanie
„Gnostycyzm” jest nazwą zbiorczą dla niektórych prądów filozoficznych o ukierunkowaniu mistycznym powstałych w I-IV wieku n.e. na terenie Imperium Romanum. Nie można zaklasyfikować ich jako chrześcijańskie pomimo odniesień do tradycji chrześcijańskiej. Nazwa gnostycyzm została zaproponowana przez XX-wiecznych badaczy.
Człowiek jest niespójnym konglomeratem ciała, duszy oraz ducha (pneumy). Założeniem tego bytu było uświadamianie sposobu w zrozumieniu swojej natury mogąc poskromić emocje, wynikające z natury ciała oraz potrzeby ducha płynące w człowieku. Jego prawdziwą jaźnią ma być dusza, równie obca światu, jak Bóg. Prawa natury zniewalają człowieka, a jego ciało i dusza (w tym psychika) aktywnie mu się przeciwstawiają, ograniczają i upokarzają. Znaczeniem tego stanu miało być zrozumienie w chęci i czynie poznania sposobu, jako możliwości wzniesienia się poza ten stan natury ludzkiej, dając duchową mądrość i siłę mogącą tylko tymczasowo spoczywać w materii ciała ludzkiego. W ten sposób, człowiek mógł być przygotowany na ewentualną możliwość spotkania się ze stwórcą wszechrzeczy i wkroczyć w jego światłość.
Celem życia jest przebudzenie odrętwiałej pneumy i uwolnienie jej z więzów Losu i świata, aby wrócić do Boga. Świadomość ducha, której ograniczeniem jest rozum, posiada nieopisaną wręcz ukrytą w sobie mądrość, która swym pierwotnym darem, jest tylko swoistą iskrą w dziele stworzenia, która w okazałości jego Boskiej interwencji posiadając jedyną i prawdziwą emocje miłości pragnie się w tym akcie z Bogiem zjednoczyć. Potrzebne są do tego: wiedza, objawienie, iluminacja co do natury „ja”, Boga i świata.
Przed pojawieniem się oświecającego doświadczenia (uzyskania gnozy) które jest jedyną etyczną formą aktywności jaką jest prawdziwe objawienie, będzie wewnętrzne dotarcie do granic swojej świadomości by zrodzić w sobie moc światła w zrozumieniu swojego pochodzenia oraz istnienia.

## Zarys idei gnostycyzmu
Gnostycy uznawali za natchnione pisma późnochrześcijańskie (poza Ewangelią Jana), które większość chrześcijan zalicza do apokryfów, dokonując ich alegorycznej interpretacji, na podstawie których powstawały utwory o przekazie typowo gnostyckim, jak np.:
- Ewangelia Judasza
- Ewangelia Tomasza
- Ewangelia Filipa
- Ewangelia Marii
- Ewangelia Egipcjan
- Ewangelia Prawdy
- Ewangelia Dzieciństwa Jezusa
- Ewangelia Jezusa Chrystusa
- Apokalipsa Pawła
- Apokalipsa Piotra

Trzy pierwsze ewangelie łączą się bardziej ściśle z tradycją synoptyków, m.in. poprzez nawiązanie do wydarzeń z życia Chrystusa, co jest tłem dla treści gnostyckich.

### Główne doktryny i sekty gnostyckie
adamici – agapeci – antytakci – apellici – archontycy – askofici – barbelognostycy – bazylidianie – borboryci – enkratyci – herakleonici – kainici – karpokratianie – kleobianie – kolarbasjanie – kukeanie – lukanici – manicheizm – marcjonici – markozjanie – menandryci – ofici – pryscylianizm – ptolemaici – setianie – sewerianie – szymonianie – walentynianie

### Twórcy doktryn gnostyckich
Baradesanes – Kerdon – Karpokrates – Marek Mag – Menander – Satornil – Szymon Mag – Walentyn